# Katastrofa lotnicza w Babich Dołach
Katastrofa samolotu An-28 Bryza-2RF miała miejsce 31 marca 2009 roku, około godziny 16:45 na lotnisku wojskowym Gdynia Babie Doły. Samolot należący do Brygady Lotnictwa Marynarki Wojennej wykonywał lot szkoleniowy. 
W wypadku zginęła cała czterosobowa załoga: pilot szkolony, dowódca załogi, technik pokładowy oraz oficer kontrolujący.

## Przebieg lotu
Samolot typu An-28 Bryza-2RF wykonywał lot szkoleniowy. Pilot ćwiczył podejście do lądowania awaryjnego z wyłączonym jednym silnikiem. Załoga wyłączyła lewy silnik i weszła na krąg na wysokości 300 m (zamiast planowanych 500 m). Podczas podejścia do lądowania wysunięto klapy do 25° a następnie w położenie 40°. Powstała siła skręcająca samolot w lewo, której pilot nie przeciwdziałał. Instruktor również nie podjął przeciwdziałania. Samolot zahaczył o drzewa co doprowadziło do jego obrócenia do pozycji plecowej i uderzenia o ziemię.
Samolot spadł na ziemię na terenie lotniska Gdynia Babie Doły.

## Załoga samolotu
Na pokładzie znajdowała się załoga w składzie:
- kpt. marynarki pilot Marek Sztabiński, urodzony 18 sierpnia 1973 roku (36 lat) – dowódca załogi, pilot szkolący-instruktor, nalot 1142 godzin,
- kmdr ppor. pilot Roman Berski, urodzony 27 kwietnia 1961 roku (48 lat) – pilot kontrolujący, nalot 1505 godzin,
- porucznik marynarki pilot Przemysław Dudzik, urodzony 5 maja 1982 roku (27 lat) – pilot szkolony, nalot 260 godzin,
- chorąży sztabowy marynarki Ireneusz Rajewski, urodzony 31 marca 1966 roku (43 lata) – technik pokładowy, nalot 1854 godzin.

Postanowieniem Prezydenta RP z dnia 10 kwietnia 2009 roku członkowie załogi zostali pośmiertnie odznaczeni Morskim Krzyżem Zasługi.

## Akcja ratunkowa
W momencie przybycia ekipy ratunkowej, nikt z załogi samolotu już nie żył. Ugaszono pożar rozlanego z wraku paliwa lotniczego.
Teren wypadku zabezpieczyła Żandarmeria Wojskowa. Po wstępnych oględzinach w obecności prokuratorów oraz komisji badania wypadków lotniczych pozostałości samolotu przewieziono do hangaru eskadry na tym samym lotnisku. Szczegółowe oględziny wraku wykonała Komisja Badania Wypadków Lotniczych Lotnictwa Państwowego.

## Przyczyny
Na przełomie czerwca i lipca 2009 roku ukazał się jawny raport z prac komisji. Komisja i jej Przewodniczący płk Zbigniew Drozdowski stwierdził, że przyczyną katastrofy było niewłaściwe działanie załogi podczas podejścia do lądowania z jednym niepracującym silnikiem. Błędne skonfigurowanie klap samolotu wysuniętych przez instruktora do pełnego wychylenia i niewłaściwa regulacja mocy pracującego silnika spowodowały utratę kierunku podejścia i – po kolizji z przeszkodami terenowymi – niesymetrycznego przeciągnięcia samolotu z niekontrolowanym przechyleniem i uderzenia o ziemię w położeniu plecowym.